# 데모니케
데모니케(Demonice)는 그리스 신화에 나오는 에베노스의 어머니이다. 아게노르가 칼리돈의 딸 에피카스테와 결혼하여 낳은 딸로서 포르타온의 누이이다. 아게노르는 달의 여신 셀레네에 의해 영원히 잠에서 깨어나지 못하게 된 엔디미온의 후손으로서, 아이톨로스의 아들 플레우론이 크산티페와 결혼하여 낳은 아들이다. 크산티페는 아폴론과 프티아 사이에서 태어난 아들 도로스의 딸이다. 데모니케는 군신 아레스와 관계를 맺어 에베노스를 비롯하여 몰로스, 필로스, 테스티오스를 낳았다. 에베노스는 딸 마르페사를 이다스에게 빼앗기자 강물에 투신함으로써 그 강의 이름을 에베노스 강이라고 부르게 되었다. 테스티오스는 아게노르와 에피카스테 사이에서 태어난 아들이라고도 하는데, 이 설을 따르면 데모니케와 테스티오스는 남매 사이이다.